# Aenigmathura lactanea
Aenigmathura lactanea is een pissebed uit de familie Leptanthuridae. De wetenschappelijke naam van de soort is voor het eerst geldig gepubliceerd in 1951 door Thomson.